# Куница, Юрий Григорьевич
Ю́рий Григо́рьевич Куни́ца (род. 12 августа 1964, Краснодар) — российский футбольный арбитр, в прошлом футболист, защитник.

## Карьера

### Клубная
Воспитанник кубанского футбола. С 1990 по 1995 год выступал в майкопской «Дружбе», с которой в 1993 году дошёл до полуфинала Кубка России. В 1996 играл в «Изумруде» Тимашёвск, который выступал в третьей лиге.

### Судейская
После окончания футбольной карьеры стал судьёй. Судил матчи российской премьер-лиги до 2007 года. После чего судил матчи первого дивизиона, в частности, в сезоне 2009 года он провёл больше всех матчей (16). При его судействе гости в 16 играх одержали только одну победу и пять встреч свели вничью.

## Достижения

### Командные
«Дружба»
Полуфиналист Кубка России: (1)
- 1992/93